# Nick Faust
Nicholas David Jordan Faust, detto Nick (Baltimora, 25 febbraio 1993), è un cestista statunitense.

## Palmarès
- Basketball Africa League: 1

Petro de Luanda: 2024